# Laphystia albiceps
Laphystia albiceps là một loài ruồi trong họ Asilidae. Laphystia albiceps được Macquart miêu tả năm 1846. Loài này phân bố ở vùng Tân Bắc giới.